# Автошлях Т 1314
Автошля́х Т 1314 — автомобільний шлях територіального значення в Луганській області. Проходить територією Марківського, Біловодського та Станично-Луганського районів через Просяне (пункт контролю) — Марківку — Біловодськ — Широкий. Загальна довжина — 93,8 км.

## Маршрут
Автошлях проходить через такі населені пункти:
| Автошлях Т 1314           |              |
| Луганська область         |              |
| Марківський район         |              |
| Просяне (пункт контролю)  |              |
| Марківка                  | Т 1307Т 1308 |
| Деркулове                 |              |
| Кризьке                   |              |
| Бондарівка                |              |
| Біловодський район        |              |
| Гармашівка                |              |
| Кононівка                 |              |
| Новолимарівка             |              |
| Біловодськ                | Н26          |
| Новодеркул                |              |
| Данилівка                 |              |
| Городище                  |              |
| Станично-Луганський район |              |
| Чугинка                   |              |
| Широкий                   | Р22Т 1309    |